# Metazygia limonal
Metazygia limonal är en spindelart som beskrevs av Levi 1995. Metazygia limonal ingår i släktet Metazygia och familjen hjulspindlar. Inga underarter finns listade i Catalogue of Life.